# Mávila Huertas
Mávila Milagros Huertas Centurión (sinh ngày 24 tháng 12 năm 1970) là một nhà báo, nhà văn, nữ diễn viên, người dẫn chương trình phát thanh và truyền hình người Peru.

## Tiểu sử
Mávila là con gái của Jose Huertas và Amarilis Centurión, học ngành Khoa học giao tiếp tại Đại học Lima. Sau đó, bà tham gia tạp chí Somos và là biên tập viên chính của tạp chí Intercambio.
Năm 1992, Huertas bắt đầu làm phóng viên điều tra cho một số kênh truyền hình. Bà tập hợp đội ngũ báo chí của Contrapunto trên Latina Televisión và sau đó làm việc dưới sự chỉ đạo của César Hildebrandt trong chương trình La Clave. Bà phụ trách sản xuất các báo cáo cho América Noticias và Primera Edición trên América Televisión.
Trên Panamericana Televisión, Huertas đã tổ chức các chương trình Buenos Días, Perú và Reportajes, cũng như giới thiệu chương trình tin tức ATV Noticias trên ATV.
Trong nhiều năm, bà đã dạy chuyên ngành báo chí tại Đại học Peruana de Ciencias Aplicadas.
Năm 2001, bà đã giành chiến thắng trong cuộc thi Báo chí quốc gia lần thứ ba cho hạng mục Báo cáo truyền hình hay nhất với "Milagro en Sonene", nói về những nỗ lực bảo tồn rùa Taricaya trong các cộng đồng bản địa trong rừng rậm Peru.
Huertas kết hôn với nhà sản xuất Roberto Reátegui vào tháng 12 năm 2009. Họ ly dị vào tháng 5 năm 2013.

## Công việc truyền hình

### Người dẫn chương trình
- Primero a las 8 (Canal N, 2013 – present)
- Pequeños gigantes [es] (América Televisión, 2013), guest judge
- América Noticias - Edición Central [es] (América Televisión, 2004 – present)
- ATV Noticias [es] (Andina de Televisión, 2003–2004)
- Reportajes (Panamericana Televisión, 2002–2003)
- Buenos Días, Perú [es] (Panamericana Televisión, 2001–2003)
- América Noticias - Primera Edición (América Televisión, 1999–2001)

### Phóng viên
- La Clave
- Contrapunto